# Fotboll vid Centralamerikanska och karibiska spelen 1938
Fotboll vid Centralamerikanska och karibiska spelen 1938 avgjordes mellan den 10 och 23 februari i Panama. Turneringen vanns av Mexiko före Costa Rica och värdnationen Colombia, som tog brons.
Man fick 2 poäng för vinst, 1 poäng för oavgjort och 0 poäng för förlust.

## Tabell
| Nr | Lag         | S | V | O | F | GM | IM | MS  | P |
| -- | ----------- | - | - | - | - | -- | -- | --- | - |
| 1  | Mexiko      | 5 | 4 | 1 | 0 | 14 | 4  | +10 | 9 |
| 2  | Costa Rica  | 5 | 4 | 0 | 1 | 24 | 3  | +21 | 8 |
| 3  | Colombia    | 5 | 2 | 0 | 3 | 10 | 11 | −1  | 4 |
| 4  | El Salvador | 5 | 2 | 0 | 3 | 7  | 19 | −12 | 4 |
| 5  | Panama      | 5 | 1 | 1 | 3 | 8  | 20 | −12 | 3 |
| 6  | Venezuela   | 5 | 1 | 0 | 4 | 5  | 11 | −6  | 2 |

## Matcher
| 1          | 10 februari 1938 | Mexiko                                                              | 3 – 1   | Colombia        | Estadio Olímpico Nacional                                   |                                                             |
| 10:00 UTC− | 10:00 UTC−       | Luis Argüelles 40′ Luis de la Fuente 77′ (str.) Horacio Casarín 81′ | (1 – 1) | 4′ Marcos Mejía | Panama City Publik: 20 000 Domare: Rafael Mirabal (Uruguay) | Panama City Publik: 20 000 Domare: Rafael Mirabal (Uruguay) |
| 10:00 UTC− | 10:00 UTC−       |                                                                     |         |                 | Panama City Publik: 20 000 Domare: Rafael Mirabal (Uruguay) | Panama City Publik: 20 000 Domare: Rafael Mirabal (Uruguay) |
| 10:00 UTC− | 10:00 UTC−       |                                                                     |         |                 | Panama City Publik: 20 000 Domare: Rafael Mirabal (Uruguay) | Panama City Publik: 20 000 Domare: Rafael Mirabal (Uruguay) |

| 2         | 12 februari 1938 | Panama                           | 2 – 1   | Venezuela         | Estadio Olímpico Nacional                                   |                                                             |
| 9:30 UTC− | 9:30 UTC−        | James Santiago Anderson 65′, 85′ | (0 – 0) | 90′ Fernando Ríos | Panama City Publik: 15 000 Domare: Rafael Mirabal (Uruguay) | Panama City Publik: 15 000 Domare: Rafael Mirabal (Uruguay) |
| 9:30 UTC− | 9:30 UTC−        |                                  |         |                   | Panama City Publik: 15 000 Domare: Rafael Mirabal (Uruguay) | Panama City Publik: 15 000 Domare: Rafael Mirabal (Uruguay) |
| 9:30 UTC− | 9:30 UTC−        |                                  |         |                   | Panama City Publik: 15 000 Domare: Rafael Mirabal (Uruguay) | Panama City Publik: 15 000 Domare: Rafael Mirabal (Uruguay) |

| 3          | 12 februari 1938 | Costa Rica                                                                                   | 7 – 0   | El Salvador | Estadio Olímpico Nacional                    |                                              |
| 16:30 UTC− | 16:30 UTC−       | Hernán Bolaños 5′, 55′, 83′ Alejandro Morera Soto 16′, 42′ José Hütt 57′ José Luis Rojas 65′ | (3 – 0) |             | Panama City Domare: Rafael Mirabal (Uruguay) | Panama City Domare: Rafael Mirabal (Uruguay) |
| 16:30 UTC− | 16:30 UTC−       |                                                                                              |         |             | Panama City Domare: Rafael Mirabal (Uruguay) | Panama City Domare: Rafael Mirabal (Uruguay) |
| 16:30 UTC− | 16:30 UTC−       |                                                                                              |         |             | Panama City Domare: Rafael Mirabal (Uruguay) | Panama City Domare: Rafael Mirabal (Uruguay) |

| 4         | 14 februari 1938 | Mexiko                | 1 – 0   | Venezuela | Estadio Olímpico Nacional                                      |                                                                |
| 8:30 UTC− | 8:30 UTC−        | Manuel Alonso Pría 4′ | (1 – 0) |           | Panama City Publik: 10 000 Domare: Pablo Ferre Elías (Spanien) | Panama City Publik: 10 000 Domare: Pablo Ferre Elías (Spanien) |
| 8:30 UTC− | 8:30 UTC−        |                       |         |           | Panama City Publik: 10 000 Domare: Pablo Ferre Elías (Spanien) | Panama City Publik: 10 000 Domare: Pablo Ferre Elías (Spanien) |
| 8:30 UTC− | 8:30 UTC−        |                       |         |           | Panama City Publik: 10 000 Domare: Pablo Ferre Elías (Spanien) | Panama City Publik: 10 000 Domare: Pablo Ferre Elías (Spanien) |

| 5          | 14 februari 1938 | Colombia                                        | 4 – 2   | Panama                           | Estadio Olímpico Nacional                    |                                              |
| 16:00 UTC− | 16:00 UTC−       | Roberto Meléndez 57′, 82′ Julio Torres 75′, 89′ | (0 – 1) | 27′, 59′ James Santiago Anderson | Panama City Domare: Rafael Mirabal (Uruguay) | Panama City Domare: Rafael Mirabal (Uruguay) |
| 16:00 UTC− | 16:00 UTC−       |                                                 |         |                                  | Panama City Domare: Rafael Mirabal (Uruguay) | Panama City Domare: Rafael Mirabal (Uruguay) |
| 16:00 UTC− | 16:00 UTC−       |                                                 |         |                                  | Panama City Domare: Rafael Mirabal (Uruguay) | Panama City Domare: Rafael Mirabal (Uruguay) |

| 6         | 16 februari 1938 | Panama | 00 – 11 | Costa Rica | Estadio Olímpico Nacional                                   |                                                             |
| 8:00 UTC− | 8:00 UTC−        |        | (0 – 9) | 5′ José Hütt 14′, 15′, 23′, 43′, 59′ Hernán Bolaños 17′, 33′ Alfredo Piedra Mora 30′, 38′ Alejandro Morera Soto 65′ (sjm.) George Pinnock | Panama City Publik: 20 000 Domare: Rafael Mirabal (Uruguay) | Panama City Publik: 20 000 Domare: Rafael Mirabal (Uruguay) |
| 8:00 UTC− | 8:00 UTC−        |        |         | | Panama City Publik: 20 000 Domare: Rafael Mirabal (Uruguay) | Panama City Publik: 20 000 Domare: Rafael Mirabal (Uruguay) |
| 8:00 UTC− | 8:00 UTC−        |        |         | | Panama City Publik: 20 000 Domare: Rafael Mirabal (Uruguay) | Panama City Publik: 20 000 Domare: Rafael Mirabal (Uruguay) |

| 7 | 16 februari 1938 | Venezuela                                 | 2 – 3   | El Salvador                                                   | Estadio Olímpico Nacional                  |                                            |
|   |                  | Reinaldo Febres 47′ Francisco Marcano 67′ | (0 – 2) | 5′ Alejandro Contreras 14′ Miguel Cruz 78′ Francisco Martínez | Panama City Domare: Carlos Esteva (Mexiko) | Panama City Domare: Carlos Esteva (Mexiko) |
|   |                  |                                           |         |                                                               | Panama City Domare: Carlos Esteva (Mexiko) | Panama City Domare: Carlos Esteva (Mexiko) |
|   |                  |                                           |         |                                                               | Panama City Domare: Carlos Esteva (Mexiko) | Panama City Domare: Carlos Esteva (Mexiko) |

| 8         | 18 februari 1938 | Mexiko                                                                                         | 6 – 0   | El Salvador | Estadio Olímpico Nacional                                   |                                                             |
| 8:30 UTC− | 8:30 UTC−        | Luis de la Fuente 18′ Luis Argüelles 37′ Luis García Cortina 50′, 55′ Horacio Casarín 61′, 66′ | (2 – 0) |             | Panama City Publik: 10 000 Domare: Rafael Mirabal (Uruguay) | Panama City Publik: 10 000 Domare: Rafael Mirabal (Uruguay) |
| 8:30 UTC− | 8:30 UTC−        |                                                                                                |         |             | Panama City Publik: 10 000 Domare: Rafael Mirabal (Uruguay) | Panama City Publik: 10 000 Domare: Rafael Mirabal (Uruguay) |
| 8:30 UTC− | 8:30 UTC−        |                                                                                                |         |             | Panama City Publik: 10 000 Domare: Rafael Mirabal (Uruguay) | Panama City Publik: 10 000 Domare: Rafael Mirabal (Uruguay) |

| 9          | 18 februari 1938 | Colombia         | 1 – 2   | Costa Rica                                         | Estadio Olímpico Nacional                    |                                              |
| 16:30 UTC− | 16:30 UTC−       | Marcos Mejía 29′ | (1 – 2) | 5′ Hernán Bolaños 43′ (str.) Alejandro Morera Soto | Panama City Domare: Rafael Mirabal (Uruguay) | Panama City Domare: Rafael Mirabal (Uruguay) |
| 16:30 UTC− | 16:30 UTC−       |                  |         |                                                    | Panama City Domare: Rafael Mirabal (Uruguay) | Panama City Domare: Rafael Mirabal (Uruguay) |
| 16:30 UTC− | 16:30 UTC−       |                  |         |                                                    | Panama City Domare: Rafael Mirabal (Uruguay) | Panama City Domare: Rafael Mirabal (Uruguay) |

| 10        | 20 februari 1938 | Venezuela | 0 – 3   | Costa Rica                                         | Estadio Olímpico Nacional                    |                                              |
| 8:30 UTC− | 8:30 UTC−        |           | (0 – 2) | 18′ Hernán Bolaños 40′ Óscar Bolaños 63′ José Hütt | Panama City Domare: Rafael Mirabal (Uruguay) | Panama City Domare: Rafael Mirabal (Uruguay) |
| 8:30 UTC− | 8:30 UTC−        |           |         |                                                    | Panama City Domare: Rafael Mirabal (Uruguay) | Panama City Domare: Rafael Mirabal (Uruguay) |
| 8:30 UTC− | 8:30 UTC−        |           |         |                                                    | Panama City Domare: Rafael Mirabal (Uruguay) | Panama City Domare: Rafael Mirabal (Uruguay) |

| 11         | 20 februari 1938 | Panama                                             | 2 – 2   | Mexiko                                    | Estadio Olímpico Nacional                                   |                                                             |
| 16:30 UTC− | 16:30 UTC−       | Pablo Prado 61′ James Santiago Anderson 65′ (str.) | (0 – 0) | 46′ Luis de la Fuente 62′ Horacio Casarín | Panama City Publik: 20 000 Domare: Rafael Mirabal (Uruguay) | Panama City Publik: 20 000 Domare: Rafael Mirabal (Uruguay) |
| 16:30 UTC− | 16:30 UTC−       |                                                    |         |                                           | Panama City Publik: 20 000 Domare: Rafael Mirabal (Uruguay) | Panama City Publik: 20 000 Domare: Rafael Mirabal (Uruguay) |
| 16:30 UTC− | 16:30 UTC−       |                                                    |         |                                           | Panama City Publik: 20 000 Domare: Rafael Mirabal (Uruguay) | Panama City Publik: 20 000 Domare: Rafael Mirabal (Uruguay) |

| 12        | 21 februari 1938 | Colombia                                         | 3 – 2   | El Salvador                                  | Estadio Olímpico Nacional                  |                                            |
| 8:30 UTC− | 8:30 UTC−        | Roberto Meléndez 10′, 30′ Marcos tulio Mejía 55′ | (2 – 1) | 32′ Noel Cuéllar Cruz 50′ Francisco Martínez | Panama City Domare: Carlos Esteva (Mexiko) | Panama City Domare: Carlos Esteva (Mexiko) |
| 8:30 UTC− | 8:30 UTC−        |                                                  |         |                                              | Panama City Domare: Carlos Esteva (Mexiko) | Panama City Domare: Carlos Esteva (Mexiko) |
| 8:30 UTC− | 8:30 UTC−        |                                                  |         |                                              | Panama City Domare: Carlos Esteva (Mexiko) | Panama City Domare: Carlos Esteva (Mexiko) |

| 13         | 22 februari 1938 | Mexiko                  | 2 – 1   | Costa Rica              | Estadio Olímpico Nacional                                   |                                                             |
| 16:30 UTC− | 16:30 UTC−       | Horacio Casarín 5′, 59′ | (1 – 1) | 20′ Rodolfo Butch Muñoz | Panama City Publik: 25 000 Domare: Rafael Mirabal (Uruguay) | Panama City Publik: 25 000 Domare: Rafael Mirabal (Uruguay) |
| 16:30 UTC− | 16:30 UTC−       |                         |         |                         | Panama City Publik: 25 000 Domare: Rafael Mirabal (Uruguay) | Panama City Publik: 25 000 Domare: Rafael Mirabal (Uruguay) |
| 16:30 UTC− | 16:30 UTC−       |                         |         |                         | Panama City Publik: 25 000 Domare: Rafael Mirabal (Uruguay) | Panama City Publik: 25 000 Domare: Rafael Mirabal (Uruguay) |

| 14        | 23 februari 1938 | Panama                | 1 – 2   | El Salvador                                  | Estadio Olímpico Nacional                    |                                              |
| 8:00 UTC− | 8:00 UTC−        | Raúl Castro ?′ (sjm.) | (0 – 1) | ?′ Alejandro Contreras ?′ Francisco Martínez | Panama City Domare: Rafael Mirabal (Uruguay) | Panama City Domare: Rafael Mirabal (Uruguay) |
| 8:00 UTC− | 8:00 UTC−        |                       |         |                                              | Panama City Domare: Rafael Mirabal (Uruguay) | Panama City Domare: Rafael Mirabal (Uruguay) |
| 8:00 UTC− | 8:00 UTC−        |                       |         |                                              | Panama City Domare: Rafael Mirabal (Uruguay) | Panama City Domare: Rafael Mirabal (Uruguay) |

| 15         | 23 februari 1938 | Venezuela                     | 2 – 1   | Colombia         | Estadio Olímpico Nacional                  |                                            |
| 16:00 UTC− | 16:00 UTC−       | Fernando Ríos 43′, 70′ (str.) | (0 – 1) | 18′ Rafael Mejía | Panama City Domare: Carlos Esteva (Mexiko) | Panama City Domare: Carlos Esteva (Mexiko) |
| 16:00 UTC− | 16:00 UTC−       |                               |         |                  | Panama City Domare: Carlos Esteva (Mexiko) | Panama City Domare: Carlos Esteva (Mexiko) |
| 16:00 UTC− | 16:00 UTC−       |                               |         |                  | Panama City Domare: Carlos Esteva (Mexiko) | Panama City Domare: Carlos Esteva (Mexiko) |

## Anmärkningslista
1. ↑  Matchen avbröts i den 65:e matchminuten, efter att de Colombianska spelarna lämnat planen i en protest emot en straffspark för Costa Rica. Alejandro Morera Soto gjorde 3–1 på straff mot ett öppet mål men resultatet räknade som 2–1 till Costa Rica.